# 社會運動

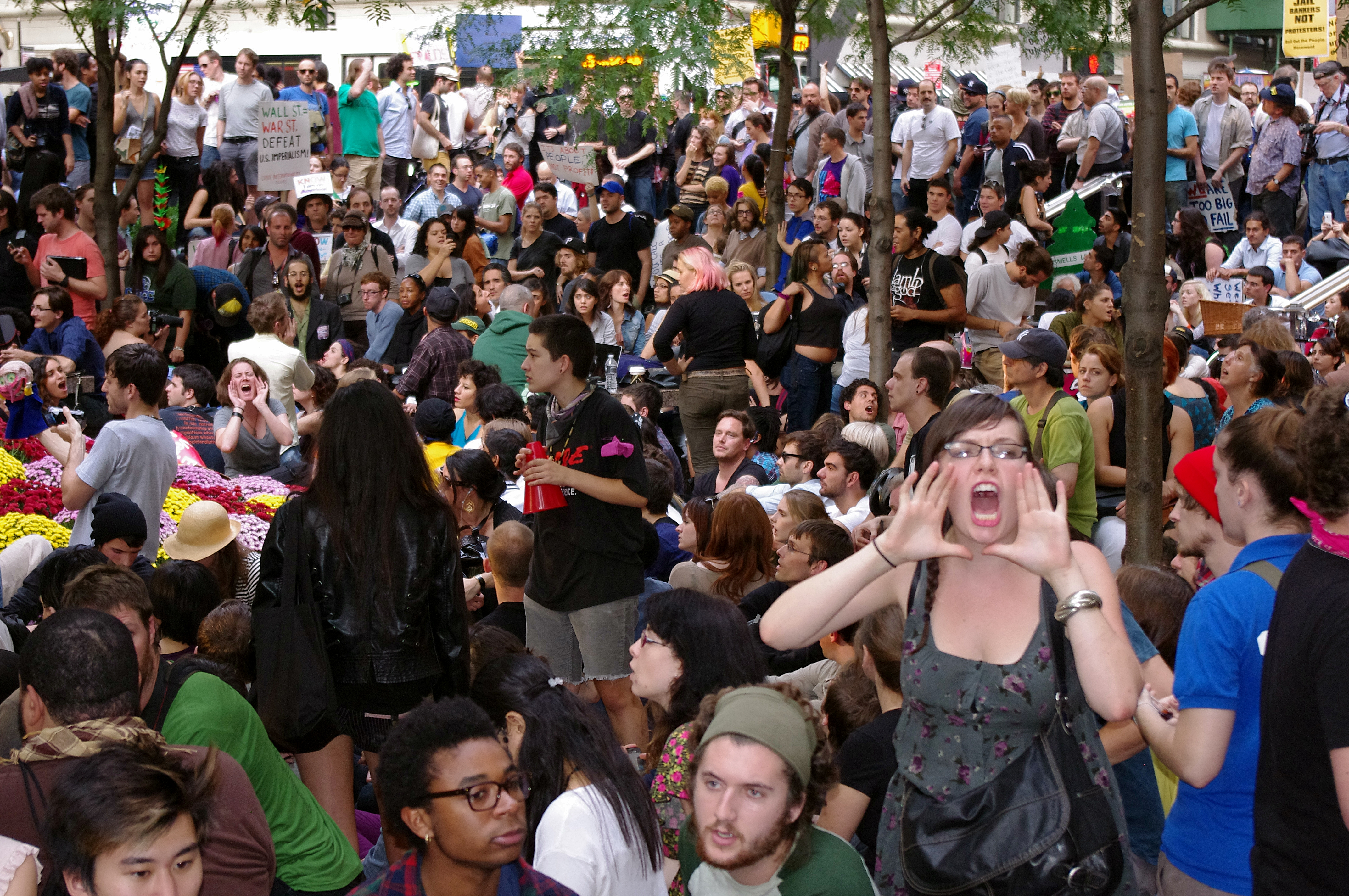
2011年抗議貧富差距的佔領華爾街運動集會

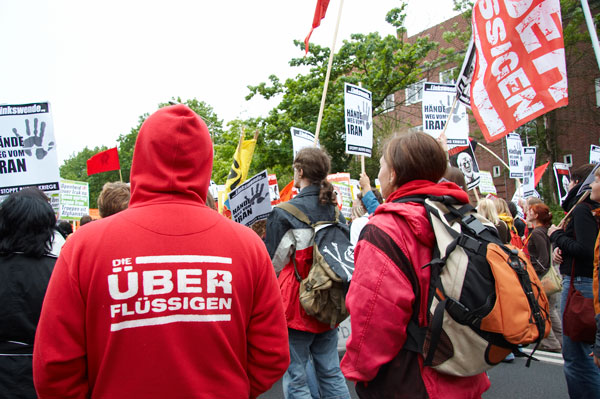
2007年德國的反全球化運動抗議者

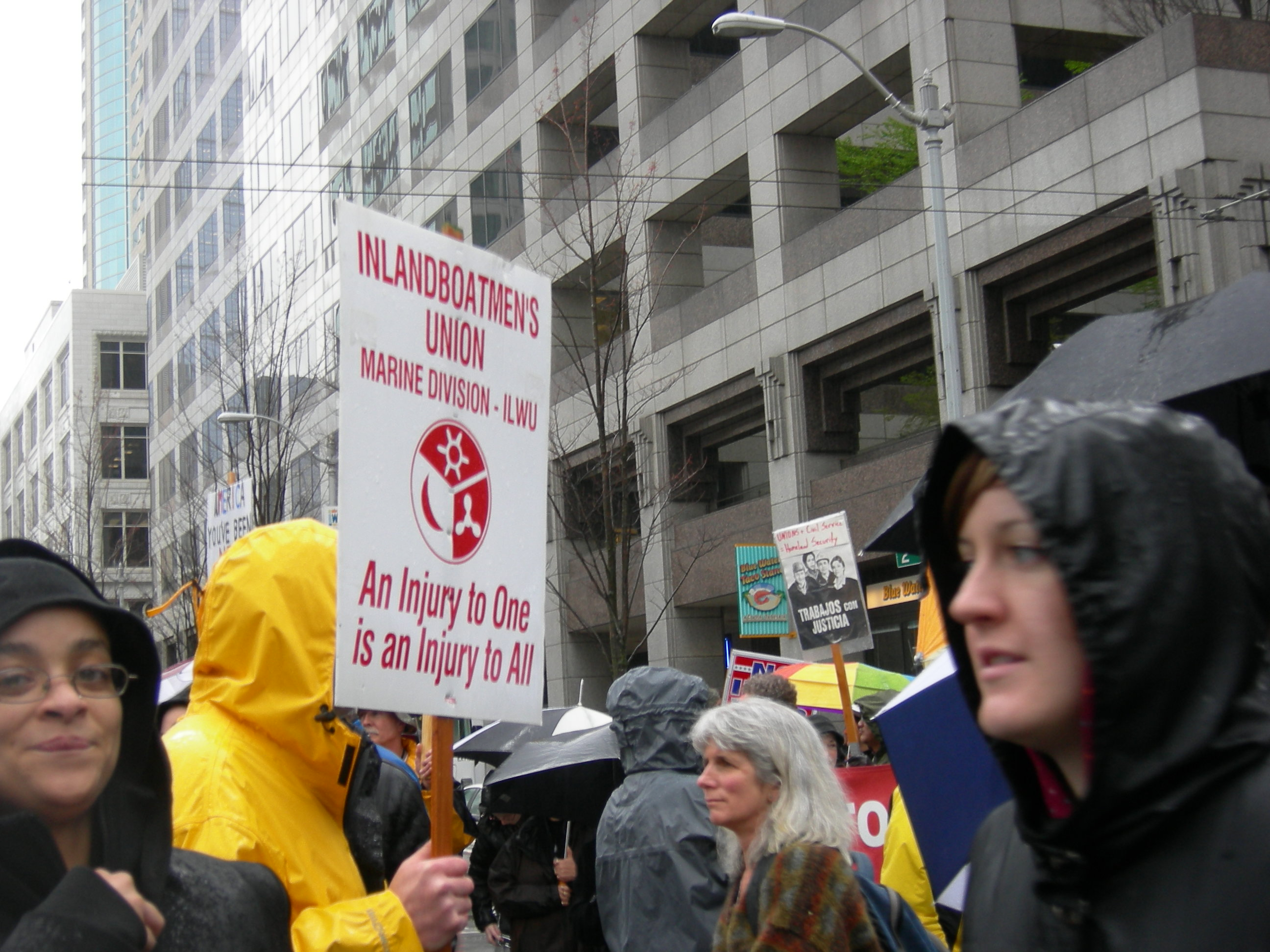
2007年的西雅圖勞工運動

社会运动（英語：Social movement）是由个体或社会群体松散组织为了实现推动、执行、抵制、阻止或撤消社會變革变化，而用体制外的策略，来改变现有体制的一种政治现象行動與集体。社会运动被描述为“组织结构和战略，这些结构和战略可能使被压迫人口能够提出有效的挑战，并抵抗更强大和更有优势的精英”。
一些觀點認為，非營利機構等非政府組織，有其社會責任存在，單單有著善意，不代表這組織能負起社會責任，而近來對非政府組織的社會責任的關注也在增加。換句話說，有理由認為，非營利機構等各種非政府組織，和所有其他團體與個人一樣，必須要對自己所說的和所做的負起責任。像例如近來隨著人權團體的權力的增加，人權團體的責任，也成為一些人關注的問題。

## 定义
社会运动的起源，部分源于18世纪的英国臣民和北美殖民地人民反对英国统治者的民主化斗争；就整个19世纪而言，在发生了更深层次的民主化的条件下，社会运动会普遍地活跃并蔓延开来；而当权威主义政权剥夺了人民的民主权利时，社会运动亦随之衰颓。
目前对社会运动的标准定义并没有共识。
赫伯尔（Rudolf Heber）认为，社会运动必须具有以下两点共性：1、社会运动是有组织的行动。2、社会运动是为了改善当前社会现状。
而查尔斯·蒂利（Charles Tilly）则对社会运动给出了三条非常有力的标准：首先，是不间断和有组织地向目标人群或当局公开提出群体性诉求。即：既然称运动，“不间断”和“有组织”为必不可少之两个行为特征。其次，既然是不断的重复，那就需要有一套“抗争剧码”，如组织协会或联盟、游行、集会、示威、请愿、公开声明、小册子等。如果花样常翻常新，一是效果不容易累加，二是外人会产生识别困惑。最后，参与者要在四个方面表现出一致性：价值、统一、规模和奉献，即WUNC（worthiness/unity/number/commitment）。
因此，社会运动（social movement）是指有组织的一群人，有意识且有计划的改变或重建社会秩序的集体行为，用意则在促进或抗拒社会变迁。

## 社会运动的分类
社会运动从斗争方式的温和与激烈；参与人数的多与少可以分为以下四种：
改革运动：“改革运动”趋向温和，旨在改革社会的某一部分或项目，而并非企图推翻整个现有体制。例如，1980年代以来的台湾反核能运动、生态运动与消费者运动等都是这类型社会运动的范例。
革命运动：“革命运动”对现有社会秩序是极度不满的，其目的在推翻现有制度，并试图根据自己的意识形态蓝图来重组整个社会。世界各国革命运动成功的实例不少，包括1776年的美国独立运动、1789年法国大革命，以及1960年代的性別及民權运动等。同样的，美国的新左派革命、古巴革命与中国的农民革命等，均带来彻底的或全面性的社会与历史变迁。
选择运动：例如公开签名反对或者赞成决策。
救赎运动：例如公开静坐绝食示威。

## 抗争剧码
社会运动从某种意义上来说是一种表演，其目的是唤醒公众对于社会现状的关注，抗争剧码即集体行动者所能采取的抗议行动总和。
社会运动的表现形式包括并不仅限于：
- 簽名運動
- 遊行
- 罷工

## 相關文獻累積比較多的社會運動
基本上，美國及西方國家在1960年代的民權運動在社會運動的研究以及其他社會運動的發展上都佔著舉足輕重的地位。一方面，美國當代最有影響力的社會運動理論之一為資源動員理論，是從民權運動的經驗研究當中萃取出來的理論。由於民權運動的發生，在相當程度上也帶動了往後20年學生運動、女權運動、環境運動、以及和平運動的發展，在相當程度上可以算是社會運動的研究領域中（尤其是社會學傳統的取向）最有代表性的幾個運動，相關文獻相對上累積的最多，研究也做的最細緻。
至於左翼運動、右翼運動、族群及民族運動及宗教運動，基本上只能算是這個領域的邊緣研究對象，其中最重要的一個原因，不外乎學院內學術分工的結果，因為這些運動在社會運動研究社群以外，都另外有其他學科的研究者在進行研究。左、右翼運動一般屬於政治學的研究領域，族群運動屬於族群關係（ethnic relations）這個領域，民族運動屬於民族主義這個研究領域，宗教運動則屬於人類學或宗教社會學的研究領域。至於LGBT權利運動、社區運動以及和墮胎相關的運動，都可以算是「新社會運動理論」興起後比較受到重視的研究對象，在近年來頗有凌駕之勢，而成為社會運動研究比較熱門之研究對象。
以下簡單將相關文獻累積比較多的社會運動分成13個部分：
1. 美國及其他西方國家在1960年代的民權運動
2. 學生運動、青年運動
3. 女權運動
4. 環境運動、環保運動
  - 反污染運動
  - 反核能運動
  - 自然資源保育運動（Conservationism）
  - 綠色運動
5. 和平運動
  - 反核武運動
6. 左翼運動、勞工運動
  - 勞工運動
7. 文化保守右翼運動、文化保守主義運動
  - 白人至上主義運動
  - 基督教右派運動
  - 反LGBT運動
  - 反移民運動
8. 族群、民族主義運動
  - 原住民運動
9. 宗教運動
10. LGBT權利運動（同志運動）
11. 社區運動、公社運動
12. 和墮胎权相關的運動，主要在美國及其他主要天主教國家
  - 支持墮胎权運動（為選擇運動）
  - 反對墮胎权運動（為生命運動）
13. 其他運動
  - 公民運動
  - 消費者权益運動
  - 教育改革運動
  - 體育改革運動
  - 老年權運動
  - 動物權益運動
  - 反飢餓運動
  - 反色情運動
  - 禁煙運動
  - 禁酒運動
  - 成長團體運動
  - 反全球化運動
  - 自由版權運動、開放源碼運動
  - 消費者運動
  - 電子菸合法化運動
14. 死刑存廢爭議
  - 廢除死刑運動
  - 反廢除死刑運動

## 各地大型社會運動

### 中国大陆
- 1919年五四运动
- 1976年四五运动
- 1986年八六学潮
- 1989年六四事件
- 21世纪以来多地的反PX游行
- 2003年汉服运动
- 2011年中国茉莉花革命
- 2022年白纸革命

### 臺灣
- 1921年-1934年台灣議會設置請願運動
- 1947年二二八事件
- 1977年中壢事件
- 1986年519綠色行動
- 1990年野百合学运
- 2006年百萬人民倒扁運動
- 2014年太陽花學運
- 2015年反高中課綱微調運動
- 2024年反國會擴權運動
- 2025年426反綠共，戰獨裁遊行

### 韓國
- 1960年4.19革命
- 1980年光州民主化運動
- 1987年六月民主运动
- 2016年大韩民国反朴槿惠示威

### 香港
- 2012年反對德育及國民教育科運動
- 2013年香港免費電視牌照爭議及集會
- 2014年雨傘革命
- 2019年反對逃犯條例修訂運動

### 澳門
- 2014年反離保運動

### 馬來西亞
- 2015年凈選盟4.0集會

## 延伸閱讀
- 趙鼎新：〈社會與政治運動理論：框架與反思〉 （页面存档备份，存于）（2006）
- 趙鼎新：〈西方社會運動與革命〉 （页面存档备份，存于）（2005）
- 趙鼎新：〈社會運動和「人民」登上歷史舞台〉 （页面存档备份，存于）（2013）
- 陈慎庆：〈处境神学与社会运动〉 （页面存档备份，存于）
- 陳嘉敏：〈新媒體上的社會運動──以台灣「解放乳頭」運動為例〉